# 가와시마정 (도쿠시마현)
가와시마정(川島町)은 도쿠시마현 오에군의 옛 정이다. 2004년 10월 1일 가모지마정 야마카와정·미사토촌이 합병해 요시노가와시가 되어 자치체는 폐지되었다.

## 역사
- 1889년 4월 1일 - 정촌제 시행에 의해 오에군 가와시마정・구와촌・야마다촌이 합병해 구와카와촌이 신설되었다.
- 1907년 10월 1일 - 정제를 시행해 가와시마정 (제1기)이 개칭되었다.
- 1955년 2월 11일 - 오에군 가와시마정・가쿠시마촌을 합병해 가와시마정(제2기)가 발족하였다.
- 2004년 10월 1일 - 가모지마정·야마카와정·미사토촌과 합병되어 요시노가와시가 되었다.

## 교통

#### 철도
- 시코쿠 여객철도

#### 도로
- 일반국도
  - 국도 제192호선